# 郡尉
郡尉為中國秦朝官制名稱，為郡之武官，辅助主官郡守，職責為掌管武裝甲卒，其官爵約略於四級不更至七級公大夫之間。另外，郡尉轄下亦有數名有丞作為屬官。
西汉凡人口达二十万的郡，便举用一人为郡尉，禁备盗贼。景帝时，改称郡尉为都尉。